# Warroad
Warroad é uma cidade localizada no estado americano de Minnesota, no Condado de Roseau.

## Demografia
Segundo o censo americano de 2000, a sua população era de 1722 habitantes.
Em 2006, foi estimada uma população de 1667, um decréscimo de 55 (-3.2%).

## Geografia
De acordo com o United States Census Bureau tem uma área de
7,1 km², dos quais 6,7 km² cobertos por terra e 0,4 km² cobertos por água. Warroad localiza-se a aproximadamente 325 m acima do nível do mar.

## Localidades na vizinhança
O diagrama seguinte representa as localidades num raio de 56 km ao redor de Warroad.